# Spoorlijn 38A
Spoorlijn 38A was een Belgische spoorlijn van Battice naar Verviers.

## Geschiedenis
De lijn is geopend in 1879 en kende diverse viaducten en tunnels. Door de steile hellingen en het grote aantal kunstwerken over een afstand van amper 4 km was het spectaculaire tracé Dison - Verviers uniek in België. Er zijn nog verschillende sporen van deze lijn, zoals de tunnelkoker van Hodimont en een pijler van het viaduct van Pétaheid (tussen de tunnel van Hodimont en de voormalige halte Lambermont).
In Dison was er een aansluitspoor naar de 'Conditionnement Public de Verviers' (huisvuilverwerking), aangeduid als 'Dison-Déchets'.
De lijn werd tijdens de Tweede Wereldoorlog gedeeltelijk vernield. De vernielde tunnel van Battice werd niet hersteld en het baanvak Battice - Dison werd na de oorlog buiten dienst gesteld en opgebroken. Tussen Dison-Déchets en Verviers bleef de lijn in dienst voor goederenvervoer tot september 1961. Dit laatste restant van lijn 38A werd in 1962 opgebroken. Nadien is de A27 / E42 voor een gedeelte op de bedding aangelegd.

## Aansluitingen
In de volgende plaatsen is of was er een aansluiting op de volgende spoorlijnen:
Battice
Spoorlijn 38 tussen Chênée en Plombières
Y Herve
Spoorlijn 37 tussen Luik-Guillemins en Hergenrath
Verviers-West
Spoorlijn 37 tussen Luik-Guillemins en Hergenrath
Spoorlijn 37/3 tussen Y Chic-Chac en Verviers-West